# Expédit Dossou-Gbété
Expédit Dossou-Gbété (* 21. Januar 1959) ist ein beninischer Fußballspieler. Seine Stammposition ist Mittelfeld.

## Karriere

### Verein
Die meiste Zeit seiner Laufbahn stand Dossou-Gbété bei Requins de l’Atlantique FC unter Vertrag. Mit dem Club gewann er je zweimal die beninische Meisterschaft und den Pokal.

### Nationalmannschaft
Der Mittelfeldspieler bestritt zwischen 1990 und 1996 mindestens elf Partien für die beninische Fußballnationalmannschaft, u. a. in der Qualifikation zur Fußballweltmeisterschaft 1994.

## Erfolge
- beninischer Meister (2): 1985, 1987
- beninischer Pokalsieger (2): 1981, 1983